# Eclissi solare del 26 dicembre 2038
L'eclissi solare del 26 dicembre 2038 è un evento astronomico che avrà luogo il suddetto giorno attorno alle ore 1:10 UTC.